# Quận Titus, Texas
Quận Titus (tiếng Anh: Titus County) là một quận trong tiểu bang Texas, Hoa Kỳ. Quận lỵ đóng ở thành phố Mount Pleasant, Texas|Mount Pleasant]].6  Theo kết quả điều tra dân số năm  2000 của Cục điều tra dân số Hoa Kỳ, quận có dân số 28.118 người.

## Thông tin nhân khẩu
Theo điều tra dân số 2 năm 2000, quận đã có 28.118 người, 9.552 hộ, và 7.154 gia đình sống trong quận. Mật độ dân số là 68 người cho mỗi dặm vuông (26/km ²). Có 10.675 đơn vị nhà ở với mật độ trung bình là 26 cho mỗi dặm vuông (10/km ²). Cơ cấu chủng tộc dân cư quận có 70,15% người da trắng, 10,70% da đen hay Mỹ gốc Phi, 0,58% người Mỹ bản xứ, 0,43% người châu Á, 0,02% người đảo Thái Bình Dương, 16,42% từ các chủng tộc khác, và 1,71% từ hai hoặc nhiều chủng tộc. 28,31% dân số là người Hispanic hay Latino thuộc chủng tộc nào.
Có 9.552 hộ, trong đó 39,10% có trẻ em dưới 18 tuổi sống chung với họ, 59,00% là các cặp vợ chồng sống với nhau, 11,40% có chủ hộ là nữ không có mặt chồng, và 25,10% là không lập gia đình. 22,10% của tất cả các hộ gia đình đã được tạo thành từ các cá nhân và 11,10% có người sống một mình 65 tuổi trở lên đã được người. Bình quân mỗi hộ là 2,88 và cỡ gia đình trung bình là 3,36.
Trong quận, độ tuổi dân số quận với 30,30% ở độ tuổi dưới 18, 9,80% 18-24, 28,00% 25-44, 19,50% 45-64, và 12,50% người 65 tuổi trở lên. Tuổi trung bình là 32 năm. Cứ mỗi 100 nữ có 97,80 nam giới. Cứ mỗi 100 nữ 18 tuổi trở lên, đã có 94,00 nam giới.
Thu nhập trung bình cho một hộ gia đình trong quận đã được $ 32.452, và thu nhập trung bình cho một gia đình là $ 37.390. Nam giới có thu nhập trung bình $ 26.466 so với 18.238 $ cho phái nữ. Thu nhập trên đầu cho các quận được $ 15.501. Giới 14,90% gia đình và 18,50% dân số sống dưới mức nghèo khổ, trong đó có 25,10% những người dưới 18 tuổi và 14,10% có độ tuổi từ 65 trở lên.